# KZ Leschwitz
Das KZ Leschwitz war ein frühes Konzentrationslager im nationalsozialistischen Deutschland. Es wurde im März 1933 im Dorf Posottendorf-Leschwitz errichtet und am 30. August 1933 aufgelöst.

## Geschichte im Nationalsozialismus
Bis zur Errichtung des KZ betrieb die SA im Braunen Haus in Görlitz eine Art privaten Folterkeller, in dem missliebige Personen und Regimegegner misshandelt wurden. Im März 1933 wurde auf dem Gelände der ehemaligen Tuchfabrik Hossner an der Seidenberger Straße in Leschwitz das Konzentrationslager eröffnet.
Am 13. März 1933 besetzten SA-Männer das Görlitzer Volkshaus und das Gewerkschaftshaus. Bei dieser Aktion wurden SPD-Funktionäre und Gewerkschafter verhaftet und nach Leschwitz und in ein Polizeigefängnis verschleppt. Am 2. Mai 1933 wurden weitere 70 KPD- und 120 SPD-Funktionäre verhaftet. Nach einem Schreiben vom 2. Juli 1933 sollten Bettler und Personen, die „[...] den Eindruck von Vagabunden [...] und politisch Verdächtigen [...]“ machten, ebenfalls im KZ Leschwitz eingeliefert werden.
Im Lager selbst, nämlich im ehemaligen Verwaltungsgebäude der Tuchfabrik, wurde eine Dienstwohnung für den Lagerkommandanten, die Wachstube, eine SA-Küche und eine Schuhwerkstatt eingerichtet. Einem Häftlingsbericht zufolge wurde das Mobiliar größtenteils aus den Wohnungen der Inhaftierten gestohlen.
Wie in den meisten frühen Konzentrationslagern (manchmal auch als wilde KZ bezeichnet) war Leschwitz ein Ort, an dem die SA missliebige Personen foltern und terrorisieren konnte. Die Terrormethoden der SA waren vielfältig. So jagten die Wachmänner Häftlinge auf Bäume und verhöhnten sie dann als Affen. Kommunistischen Häftlingen wurde angedroht, dass man ihnen Hammer und Sichel auf die Stirn brennen würde. Auch den in den späteren Lagern üblichen Prügelbock und einen Galgen gab es in Leschwitz. Für den prominentesten Görlitzer Sozialdemokraten Otto Buchwitz wäre eine Sonderzelle reserviert gewesen, in der bis zur halben Raumhöhe Wasser stand – Buchwitz lebte allerdings von Frühling 1933 bis 1940 im Exil in Dänemark. Mindestens zwei Häftlinge starben noch im Lager an den Misshandlungen, zwei weiteren begingen Selbstmord. Im Mai 1933 beschwerten sich Angehörige der Häftlinge bei der Görlitzer Ärztekammer über die Zustände im KZ. Drei Ärzte führten daraufhin eine Inspektion durch und bescheinigten wider besseres Wissen die Unbedenklichkeit. Nach den darauffolgenden Propagandameldungen in NS-Medien sah die Bevölkerung die bisherigen Gerüchte allerdings als erwiesen an.
Ein Pfarrer der Bekennenden Kirche leistete im KZ seelsorgerische Arbeit. Die Häftlinge konnten auch am sonntäglichen Gottesdienst in der knapp 300 m entfernten Kirche teilnehmen. Der Tagesablauf der Gefangenen war durch – im Wesentlichen unproduktive – Arbeit bestimmt. Zehn bis 20 Häftlinge arbeiteten auf Feldern Leschwitzer Großbauern, andere mussten Kartoffeln schälen, den Hof kehren oder für den Lagerkommandanten private Aufgaben verrichten. Berichtet wurde auch, dass einen ganzen Tag lang Sand von einer Ecke des Lagers sinnlos in die andere gekarrt werden musste. Feierabend war um 18 Uhr, spätestens um 20 Uhr hatten alle Häftlinge in ihren Betten – oder häufig eher Schlafstätten – zu liegen.
Die Zustände im Lager waren so unhaltbar, dass auch der Görlitzer Superintendent Georg Bornkamm gegenüber der SA protestierte. Am 30. August 1933 wurde das Lager schließlich aufgelöst. Hintergrund waren vermutlich weniger die Misshandlungen, als die Zentralisierungsbestrebungen im Konzentrationslagerwesen, die 1934 in der Gründung der Inspektion der Konzentrationslager mündeten. Die verbliebenen Häftlinge wurden in andere Lager (z. B. Sonnenburg) deportiert.

### Die Häftlinge
Kurz nach der Machtergreifung im Januar 1933 verfolgten die Nationalsozialisten die unmittelbare politische Opposition – hauptsächlich Kommunisten und Sozialdemokraten, teilweise auch Bürgerliche – um sie während der Konsolidierung der Macht vom politischen Leben auszuschließen. In Leschwitz waren insgesamt vermutlich 1000 bis 1500 Personen inhaftiert, davon 300 dauerhaft. Es handelte sich dabei hauptsächlich um KPD- und SPD-Funktionäre sowie parteilose Gegner der Nationalsozialisten aus der Region um Görlitz. Häftlinge kamen aus Rothenburg, Weißwasser, Niesky und Muskau. Besonders führende KPD-Mitglieder wurden misshandelt. Sie durften weder zu den Bauern arbeiten gehen, noch Besuch empfangen.

### Die Wachtruppe
Das KZ Leschwitz unterstand der SA-Standarte 19, die ihren Sitz in der Görlitzer Furtstraße 3 hatte. Kommandant des Lagers war der SA-Truppführer Ernst Krüger aus Kohlfurt. Er galt als überaus brutal und korrupt. Um für sich selbst Arbeiten durchführen zu lassen, ließ er auch unpolitische Handwerksmeister verhaften, was in der Bevölkerung Unmut erregte. Vermutlich aus diesem Grund wurde Krüger schließlich abgelöst und durch den Sturmführer Langner ersetzt. Dieser ließ zumindest die öffentlichen Misshandlungen unterbinden. Verhöre wurden unter Langner von einem Gestapo-Mann und zwei SA-Truppführern im Verwaltungsgebäude der Fabrik durchgeführt. Nach Quellenlage war Langner bestrebt, besonders brutale Folterungen zu vermeiden.

## Geschichte nach 1945
Im Jahr 1948 wurde der ehemaligen Wachtruppe der Prozess gemacht. Der vormalige Lagerführer Krüger zeigte sich dabei weitgehend geständig. Er wurde schließlich zu 15 Jahren Zuchthaus und dem lebenslangen Verlust aller bürgerlichen Ehrenrechte verurteilt. Die übrigen Angehörigen der Wachmannschaft wurden zu Zuchthaus- und Gefängnisstrafen zwischen zwei Monaten und acht Jahren verurteilt. Den Zuchthaus-Verurteilten wurden die bürgerlichen Ehrenrechte für zehn Jahre aberkannt. Ein weiteres Mitglied der SA wurde 1949 zu sechs Jahren Zuchthaus verurteilt.
An das KZ Leschwitz erinnert nur noch eine Gedenktafel an einem mehrere hundert Meter entfernten Gebäude. Das KZ-Gebäude selbst wurde nicht gepflegt und verfiel. Aufgrund hoher Sanierungskosten fand sich kein Käufer oder Träger für das Gelände. Im Frühjahr 2020 wurde das Gebäude im Auftrag der Landestalsperrenverwaltung Sachsen abgerissen. Als Gründe wurden Einsturzgefahr der Immobilie, Hochwasserschutz und ökologische Aufwertung der Flusslandschaft in diesem Bereich angegeben.